# José María Giles y Ontiveros
José María Giles y Ontiveros (Jerez de los Caballeros, 1814-Écija, 1901) fue un veterinario, zootecnista, profesor y escritor español.

## Biografía
Nació el 15 de agosto de 1814 en la localidad pacense de Jerez de los Caballeros. Profesor veterinario, colaboró en los periódicos Boletín de la Veterinaria, La Veterinaria Española, El Eco de la Ganadería, El Heraldo, El Espectador, Boletín del Ejército, Revista del Arma de Caballería, El Español de Sevilla y El Despertador Malagueño, entre otros. Falleció el 16 de junio de 1901 en la localidad sevillana de Écija, donde está enterrado.